# Tetraopes
Tetraopes – rodzaj chrząszczy z rodziny kózkowatych i podrodziny zgrzypikowych. 

## Zasięg występowania
Ameryka Północna od płd. Kanady na północy Kostarykę na południu.

## Biologia i ekologia
Rodzaj ten jest związany z roślinami z rodzaju trojeść. Imago żywią się liśćmi, larwy zaś żerują zewnętrznie na korzeniach (co jest czymś wyjątkowym w podrodzinie zgrzypikowych).

## Systematyka
Do Tetraopes należy 27 gatunków:

- Tetraopes annulatus
- Tetraopes basalis
- Tetraopes batesi
- Tetraopes cleroides
- Tetraopes comes
- Tetraopes crassus
- Tetraopes crinitus
- Tetraopes discoideus
- Tetraopes elegans
- Tetraopes femoratus
- Tetraopes ineditus
- Tetraopes linsleyi
- Tetraopes mandibularis
- Tetraopes melanurus
- Tetraopes paracomes
- Tetraopes paradisi
- Tetraopes pilosus
- Tetraopes quinquemaculatus
- Tetraopes skillmani
- Tetraopes subfasciatus
- Tetraopes sublaevis
- Tetraopes tetrophthalmus
- Tetraopes texanus
- Tetraopes thermophilus
- Tetraopes thoreyi
- Tetraopes umbonatus
- Tetraopes varicornis